# Canariognapha parwis
Canariognapha parwis Wunderlich, 2011 è un ragno appartenente alla famiglia Gnaphosidae.
È l'unica specie nota del genere Canariognapha.

## Distribuzione
L'unica specie oggi nota di questo genere è stata rinvenuta alle isole Canarie.

## Tassonomia
Dal 2011 non sono stati esaminati altri esemplari, né sono state descritte sottospecie al 2015.